# Grand Prix (film, 2010)
Pour les articles homonymes, voir Grand Prix.
Pour plus de détails, voir Fiche technique et Distribution.
Grand Prix (hangul : 그랑프리 ; RR : Geu-rang-peu-ri) est un mélodrame sud-coréen réalisé par Yang Yun-ho, sorti en 2010.

## Synopsis
Seo Ju-hee est un jockey qui n'a qu'un seul rêve : Remporter le championnat Grand Prix. Un jour, lors d'une course de chevaux, elle est victime d'un accident avec son cheval et elle blesse son bras. Dépressive, elle abandonne les courses de chevaux et décide de passer ses vacances à Jeju. Là-bas, elle rencontre Lee Woo-suk, un ancien jockey qui a déjà remporté le championnat de la Coupe du Japon. Ils tombent amoureux et Lee Woo-suk décide de l'aider et l'encourager à faire son retour au championnat.

## Fiche technique
- Titre original : 그랑프리
- Titre international : Grand Prix
- Réalisation : Yang Yoon-ho
- Scénario : Lee Jeong-hak, Choi Jong-hyeon et Nam Sang-wook
- Musique : Lee Dong-june
- Photographie : Hwang Seo-sik et Gi Se-hun
- Montage : Sin Min-kyeong
- Production : Lee Jung-hak
- Société de production : Never Ending Story
- Société de distribution : Sidus FHN
- Pays d'origine : Corée du Sud
- Langue originale : coréen
- Format : couleur - 1.85 : 1 - 35 mm
- Genre : mélodrame
- Durée : 119 minutes
- Date de sortie :
  -  Corée du Sud : 16 septembre 2010

## Distribution
- Kim Tae-hee : Seo Ju-hee
- Yang Dong-geun : Lee Woo-suk
- Park Geun-hyung : Hwang Man-chul
- Go Doo-shim : Ko Yu-jeong
- Lee Hye-eun : Oh Kang-ja
- Park Hee-bin : Da Som
- Park Sa-rang : Yang So-shim
- Song Jae-rim : In Jae
- Woo Hyeon : Park Kwang-Ho
- Hyun Chul-ho
- Lee Ji-hyeon
- Lee Poong-yoon : Hwang Man-Chul, jeune

## Production

### Développement
Le film a été soutenu par Korean Horse Racing Association (마사회).

### Auditions
Lee Joon-gi est choisi pour le rôle de Lee Woo-suk, mais il a abandonné le projet à la suite du refus de sa demande au près du bureau de l'administration militaire de Daejon de reporter son service militaire obligatoire. Son rôle est finalement pris par Yang Dong-geun en mai 2010,.

### Tournage
Le tournage a commencé le 2 avril 2010 et a duré trois mois.